# Room for Squares
Room For Squares är ett album av John Mayer, släppt den 18 september, 2001.

## Låtar på albumet
1. "No Such Thing"
2. "Why Georgia"
3. "My Stupid Mouth"
4. "Your Body Is A Wonderland"
5. "Neon"
6. "City Love"
7. "83"
8. "3x5"
9. "Love Song For No One"
10. "Back To You"
11. "Great Indoors"
12. "Not Myself"
13. "Blank"
14. "St. Patrick's Day"